# 1272
1272 (MCCLXXII) a fost un an bisect al calendarului gregorian.

## Evenimente

### Nedatate
- Atac eșuat al contelui Floris V de Olanda asupra Friziei.
- Carol de Anjou se aliază cu țarul Bulgariei Constantin Tych și cu cel al Serbiei Ștefan Uroș, îndreptată contra împăratului bizantin Mihail al VIII-lea.
- Incursiuni mongole asupra Bulgariei.
- În jurul anului 1272-1276, ungurii întreprind o expediție de pedeapsă împotriva lui Litovoi.
- Regele Ottokar al II-lea al Boemiei candidează la titlul de împărat romano-german.
- Regele Portugaliei elimină comunitatea maură de la Faro.
- Strasbourg devine oraș-liber în cadrul Imperiului romano-german.
- Sultanul mameluc al Egiptului, Baibars, invadează regatul Makouria, din sudul Egiptului.
- Ulrich von Dürrenholz, guvernator al lui Ottokar al II-lea din Stiria, cucerește Carniola și devine căpitan general în Friuli.

## Arte, Știință, Literatură și Filosofie
- Cronicarul Jean de Joinville își scrie memoriile.
- Începe edificarea catedralelor din Limoges, Narbonne și Toulouse.
- Prima mențiune a jocului de cricket.
- Se construiește Nishi-Honganii la Kyoto, în Japonia.
- Se încheie construirea catedralei din Beauvais.

## Nașteri
- Frederic al III-lea, viitor rege al Aragonului și Siciliei (d. 1337)
- Otto I de Hessa (d. 1328)

## Decese
- 2 aprilie: Richard de Cornwall, pretendent la tronul Imperiului romano-german (n. 1209)
- 6 august: Ștefan al V-lea, rege al Ungariei (n. 1240)
- 16 noiembrie: Henric al III-lea, rege al Angliei (n. 1207)
- Enzo, rege al Sardiniei (n. 1224)
- Nichifor Blemmydes, teolog, filosof și om de știință bizantin (n. 1197)

## Înscăunări
- 6 august: Ladislau al IV-lea Cumanul, rege al Ungariei (1272-1290)
- 20 noiembrie: Eduard I, rege al Angliei (1272- 1307)
- Vasile Iaroslavici de Kostroma, mare cneaz de Vladimir (1272-1276)